# Абдул Хакім, Пакистан
Абдул Хакім, (урду عبدُالحکِیم), місто в Кабірвала-Техсіл, округ Ханевал у провінції Пенджаб, Пакистан.

## Місцезнаходження
Місто розташоване в 10 кілометрах від Туламби, на 3 км від річки Раві і 28 км від Міан Чанну. Гробниця святого Абдула Хакіма знаходиться в центрі міста біля дороги Мултан.

## Відомі події
Відомою подією в місті є щорічний Урс святого Абдула Хакіма, який проводиться щороку з 21 по 23 червня. Тисячі послідовників святого відвідують гробницю, а під час Урса відбуваються Великий Лок Мела та цирк Лакі Ірані.
Коледжі та школи
У Абдула Хакіма є школи та коледжі, зокрема школа Дейр Аркам, Союзна школа, Армійська державна школа. У місті є середні школи для дівчат і хлопців, а також коледж для обох статей. Також є центр професійно-технічного навчання для хлопців і дівчат. Тепер Пенджабська група коледжів і Вищий коледж також надають студентам свої приміщення.

## Історія
Абдул Хакім також є одним з історичних міст регіону. Місто названо на честь суфійського святого з Сілсіла-Кадріа походження Хазрат Султан Абдул Хакім (РА), який прибув до цього місця, оселився тут. Храм султана Абдула Хакіма розташований на початку міста. Місту понад 300 років.

## Транспорт
Остання подія в місті – це розв’язка двох автомагістралей CPEC, М-3 (Лахор) і М-4 (Пінді Бхаттіан), яка об’єднає дві автомагістралі та приведе до Шуджабада біля Мултана та з’єднається з М-5, яка веде далі до Суккура (М-6).
Пересадка Абдула Хакіма на автомагістралі Лахор Абдул Хакім спрямовує рух до Лахора та Ісламабаду.